# Wrightstown (Wisconsin)
Wrightstown – miasto w Stanach Zjednoczonych, w stanie Wisconsin, w hrabstwie Brown.